# ایچیجو نوریسوکه
ایچیجو نوریسوکه (به ژاپنی: 一条 教輔 Ichijō Norisuke); ۸ ژوئن ۱۶۳۳ – ۸ فوریهٔ ۱۷۰۷) یک اشراف درباری در دوره ادو پسر ایچیجو آکی‌یوشی اهل ژاپن بود.